# اعلامیه پاریس در رابطه با قوانین دریایی
«اعلامیه پاریس در رابطه با قوانین دریایی» در ۱۶ آوریل ۱۸۵۶، یک معاهده بین المللی چندجانبه بود که توسط طرفین متخاصم جنگ کریمه و پس از معاهده پاریس در مارس ۱۸۵۶، در کنگره پاریس منعقد شد.

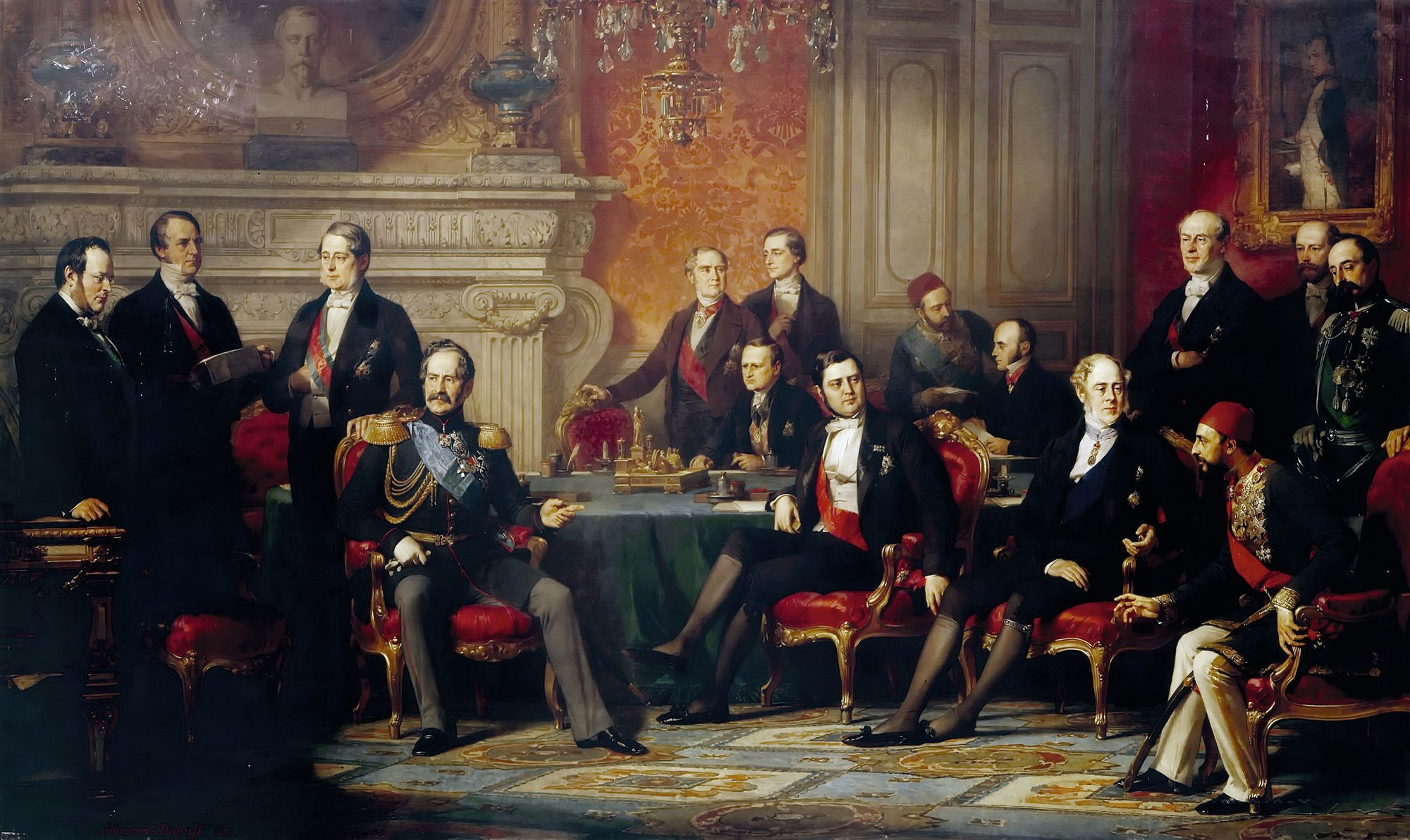
طرفین مذاکره در کنگره پاریس. اثری از ادوارد دوبوفه (Edouard Dubufe)

این معاهده موردی نوظهور و مهم در حقوق بین‌الملل بود که برای اولین بار، امکانی را ایجاد کرد تا کشورهایی که در انعقاد و امضا  این معاهده نقشی نداشته‌اند، در صورت موافقت با اعلامیه صادر‌شده، به عضویت این معاهده درآیند.

در مجموع ۵۵ کشور به این معاهده پیوستند؛ در صورت عدم وجود امکان گفته شده، پیوستن این تعداد کشور در چنین مدت کوتاهی غیر ممکن می‌شد.این یک گام بزرگ در جهانی شدن حقوق بین الملل بود.